# Кирково (община)
Кирково (болг. Община Кирково) — община, Кирджалійська область, Болгарія. Населення громади 15 грудня 2008 року становило 22 988 осіб, у найбільшому селі громади— Беньковська, в цей час мешкало 2 105 осіб .
Адміністративний центр — село Кирково. За останніми переписами 2008 року, в ньому мешкає 718 осіб.

## Економіка
На території громади знаходяться родовища хромових руд (у селах Яковиця і Костурино), олов'яно-цинкових руд (Шумнатіца, Чакаларово, Джерово), залізних руд (Яковиця), нерудних корисних копалин: азбесту, граніту, мармуру.
Через Кирково проходить трансєвропейський коридор № 9 з Північної Європи до Греції. Відкриття КПП «Маказа» на болгаро-грецькому кордоні заплановано на 2010 рік.

## Склад общини
До складу общини входять 72 населених пункти:
1. Априлци
2. Беньковська
3. Брегово
4. Бирзея
5. Вилчанка
6. Вирбен
7. Вирлі-Дол
8. Гірничо-кіркової
9. Гірничо-Кипіново
10. Горскі-Ізвор
11. Грівяк
12. Дедец
13. Делвіном
14. Джерово
15. Добромірці
16. Долно-Кипіново
17. Доміште
18. Дрангово
19. Дружінці
20. Дряново-Глава
21. Дюліца
22. Еровете
23. Завоя
24. Загорскі
25. Здравчец
26. Каялоба
27. Кіркової
28. Кітна
29. Козлево
30. Костуріно
31. Кран
32. Кремен
33. Крілатіца
34. Кукуряк
35. Кирчовско
36. Лозенградці
37. Малкоч
38. Медевці
39. Метлічіна
40. Метлічка
41. Могилянах
42. Миглене
43. Нані
44. Орлиця
…
Вікідані
- Априлці (Кирджалійська область)

Офіційне свято — річниця створення общини — 26 березня 1914 року.